# Deutonura anophthalma
Deutonura anophthalma is een springstaartensoort uit de familie van de Neanuridae. De wetenschappelijke naam van de soort is voor het eerst geldig gepubliceerd in 1968 door Massoud & Thibaud.